# Ruttya speciosa
Ruttya speciosa är en akantusväxtart som först beskrevs av Ferdinand von Hochstetter, och fick sitt nu gällande namn av Adolf Engler. Ruttya speciosa ingår i släktet Ruttya och familjen akantusväxter. Inga underarter finns listade i Catalogue of Life.